# Yttertjurbo härad
Yttertjurbo härad var ett härad i den östra delen av landskapet Västmanland. Häradet omfattade den ostligaste delen av nuvarande Västerås kommun vilken är en del av Västmanlands län. Den totala arealen mätte drygt 157 km² och befolkningen uppgick år 1920 till 3 077 invånare. Tingsställen var Hälla och Lundby i Tortuna socken samt kyrkan i Björksta socken. 1894 flyttade tingsstället till Västerås.

## Geografi
Yttertjurbo härad utgjordes av en långsträckt landremsa längs den västra stranden av Sagåns nedre lopp. Åfåran är här djup med höga stränder på ömse sidor. I söder skjuter Ängsön ut i Mälaren med småöarna Långholmen och Hallingen. Här är landskapet ett småbrutet och öppet odlingslandskap präglat av säterier. Övriga delen av häradet utgörs av en småkuperad slättbygd. I östvästlig riktning korsas häradet av Lillån som är ett biflöde till Sagån. I norr finns en del bruten bergsmark utefter biflödet Ranstaån. Yttertjurbo härad avgränsas i söder av Mälaren och Åkers härad i Södermanlands län. Österut på andra sidan Sagån i landskapet Uppland finns Åsunda och Simtuna härader. I norr ligger Övertjurbo härad och i väster Siende härad.
Häradet saknade köpingar eller municipalsamhällen, men den största tätorten är numera Tortuna belägen cirka 15 km nordost om Västerås.

### Socknar
Yttertjurbo härad omfattade fyra socknar.
- Ängsö
- Björksta
- Tortuna
- Sevalla

## Historia
Under förkristen tid utgjorde landskapet Västmanland ett eget folkland i Sveariket och i likhet med de övriga Mälarlandskapen delades det tidigt in i hundare, vilka under 1300-talet kom att betecknas som härader. Området befolkades under utflyttning från det uppländska folklandet Fjädrundaland och fordom torde åtminstone östra Västmanland också ha räknats till detta. Yttertjurbo härad var tidigt en del av en större enhet som år 1356 skrevs j Thyurbohundære. Namnet består av en inbyggarbeteckning på -boe med ett förled som har bildats till samma thiur med betydelsen bergshöjd som också återkommer i namnet Tortuna. Det ursprungliga Tjurbo hundare delades upp under 1600-talet och blev till Yttertjurbo respektive Övertjurbo härader. Under äldre tid har häradets tingsplats troligtvis legat vid Domarehällarna vid Lundboberg i Tortuna socken, som också kan ha varit den bergshöjd som avsetts i häradsnamnet. Det sista registrerade tinget ägde rum här år 1490 och kom därefter att flytta till Klockarestugan i Tortuna. Sedermera kom tinget att flytta till Västerås. 
Under medeltiden skar den Eriksgatan rakt igenom Yttertjurbo härad. Den följde här ungefär samma sträckning som nuvarande E18 och korsade Sagån vid Östanbro i Björksta socken på sin väg mellan Västerås och Enköping. Med tiden kom dock vägen att förskjutas norrut och kom att passera ån vid Nykvarns hantverksby där en gästgivaregård också var belägen. Namnet Tortuna antyder att platsen historiskt var av vikt för häradet, och här var kanske dess marknadsplats belägen. Kyrkan uppfördes under slutet av 1200-talet och har invändigt målningar utförda under 1400-talet av munkar från klostret i Västerås. Björksta kyrka härrör också den från samma tid.
På Ängsön i häradets södra del är Ängsö slott beläget. Godset har anor från 1200-talet och ägdes då av Riseberga kloster. Nuvarande byggnad uppfördes under 1480-talet, men byggdes också om under 1600- och 1700-talet. Slottet uppfördes i syfte att vara befäst, och det kom också att belägras för att sedan falla under Gustav Vasas uppror mot danskarna år 1522. Inom Yttertjurbo härad ligger även Målhammars herrgård som uppfördes under 1650-talet som slottsanläggning, och av vilken dess flyglar ännu återstår.

## Län, fögderier, domsagor, tingslag och tingsrätter
Häradet hörde mellan 1641 och 1646 till Sala län, före och efter den tiden till Västmanlands län. Församlingarna i häradet tillhör(de) Västerås stift.
Häradets socknar hörde till följande fögderier:
- 1720-1880 Väsby fögderi
- 1881-1990 Västerås fögderi

Häradets socknar tillhörde följande domsagor, tingslag och tingsrätter:
- 1680-1893 Yttertjurbo tingslag  under domsagorna
  - 1680-1864 Simtuna, Torstuna, Våla, Över- och Yttertjurbo häraders domsaga från 1850-talet benämnd Västmanlands östra domsaga
  - 1865-1893 Västmanlands södra domsaga
- 1894-1928 Tuhundra, Siende och Yttertjurbo tingslag inom Västmanlands södra domsaga
- 1929-1947 Siende och Norrbo tingslag inom Västmanlands mellersta domsaga
- 1948-1970 Västmanlands mellersta domsagas tingslag inom Västmanlands mellersta domsaga

- 1971-2001 Västerås tingsrätt och dess domsaga
- 2001- Västmanlands tingsrätt och dess domsaga